# Gordon Pinsent
Pour les articles homonymes, voir Pinsent.
Gordon Pinsent est un acteur, scénariste et réalisateur canadien né le 12 juillet 1930 à Grand Falls (Terre-Neuve) et mort le 25 février 2023 à Toronto.

## Biographie
Gordon Pinsent naît à Grand Falls, sur l'île de Terre-Neuve le 12 juillet 1930.
Gordon Pinsent meurt le 25 février 2023 à l'Hôpital général de Toronto (en) des complications d'une hémorragie cérébrale,.

## Filmographie

### Comme acteur
- 1962 : Scarlett Hill (série télévisée) : David Black
- 1963 : Les Cadets de la forêt (en) (série télévisée) : sergent Scott
- 1964 : Lydia : Thomas
- 1964 : Twelfth Night (TV) : Sebastian
- 1966 : Don't Forget to Wipe the Blood Off
- 1966 : Quentin Durgens, M.P. (série TV) : Quentin Durgens
- 1968 : L'Affaire Thomas Crown (The Thomas Crown Affair) : Jamie McDonald
- 1970 : Quarantined (TV) : Docteur Bud Bedford
- 1970 : Le Cerveau d'acier (Colossus: The Forbin Project) : The President
- 1971 : Chandler : John Melchior
- 1972 : The Rowdyman : Will Cole
- 1972 : Le Vampire noir (Blacula) : lieutenant Jack Peters
- 1973 : Incident on a Dark Street (en), téléfilm de Buzz Kulik (TV) : Mayor
- 1974 : The Play's the Thing (série TV) : Host
- 1974 : The Heatwave Lasted Four Days : Cliff Reynolds
- 1974 : Ocean Heritage : narrateur (voix)
- 1974 : Only God Knows : Père John Hagan
- 1974 : Newman's Law (en) de Richard T. Heffron : Jack Eastman
- 1975 : Horse Latitudes (TV) : Phillip Stockton
- 1976 : A Gift to Last (TV) : sergent Edgar Sturgess
- 1977 : Who Has Seen the Wind : Gerald O'Connal
- 1978 : Drága kisfiam : Fiu
- 1978 : A Gift to Last (série TV) : sergent Edgar Sturgess
- 1979 : People Talking Back (série TV) : Host
- 1979 : The Suicide's Wife (TV) : Allan Crane
- 1980 : Klondike Fever
- 1981 : Otages à Téhéran (Escape from Iran: The Canadian Caper) (TV) : ambassadeur Ken Taylor
- 1981 : Silence of the North : John Frederickson
- 1982 : The Life and Times of Edwin Alonzo Boyd (TV) : Edwin Alonzo Boyd
- 1983 : A Case of Libel (TV) : Dennis Corcoran
- 1985 : Uncle T
- 1987 : John and the Missus : John Munn
- 1989 : Babar (série TV) : roi Babar (voix)
- 1989 : Le Triomphe de Babar (Babar: The Movie) : roi Babar (voix)
- 1990 : Blood Clan : Jude William McKay
- 1992 : In the Eyes of a Stranger (TV) : lieutenant Ted Burk
- 1993 : Le Triomphe de l'amour (Bonds of Love) (TV) : Leon
- 1994 : Un tandem de choc (Due South) TV) : Fraser Senior
- 1995 : Suspicion (A Vow to Kill) (TV) : Frank Waring
- 1996 : Les Amants de rivière rouge (feuilleton TV) : Mr. O'Malloy
- 1996 : Wind at My Back (série TV) : Leo McGuintey (Saison 2 - 3)
- 1996 : Le Mensonge de Noël (Christmas in My Hometown) (TV) : Cal Marsdon
- 1997 : Pale Saints : Gus
- 1997 : Fifi Brindacier (Pippi Longstocking) : capitaine Longstocking (voix)
- 1998 : Power Play (série TV) : Duff McArdle
- 1999 : Win, Again! (TV) : Win Morrissey
- 1999 : Le Vieil Homme et la Mer (The Old Man and the Sea) (voix)
- 2000 : Jewel on the Hill (TV) : narrateur
- 2001 : Confiance aveugle (Blind Terror) (TV) : Martin Howell
- 2001 : Terre Neuve (The Shipping news) : Billy Pretty
- 2002 : A Promise : Stan
- 2002 : The New Beachcombers (TV) : Host
- 2003 : Hemingway vs. Callaghan (TV) : Morley Callaghan
- 2003 : Nothing : Man In Suit
- 2003 : Snow on the Skeleton Key : Winslow Icarus
- 2003 : La Villa des souvenirs (Fallen Angel) (TV) : Warren Wentworth
- 2004 : Ralph : Père Fitzpatrick
- 2004 : Le Bon pasteur, de Lewin Webb : Cardinal Ledesna
- 2004 : H2O (TV) : Michael Cameron
- 2005 : Ambulance Girl (TV)
- 2006 : Yours, Al (TV) : Al Purdy
- 2006 : Raisons d'État (The Good Shepherd), de Robert De Niro : Cardinal Ledesna
- 2007 : Loin d'elle, de Sarah Polley : Grant Anderson
- 2009 : The Listener (TV) : Franck (saison 1, épisode 12 et 13)
- 2010 : Les Piliers de la Terre (The Pillars of the Earth) (série TV) : l'archevêque de Canterbury
- 2010 : Babar : les aventures de Badou (Babar and the adventures of Badou) : roi Babar (voix)
- 2014 : The Grand Seduction
- 2016 : Un ours et deux amants de Kim Nguyen : la voix de l'ours

### Comme scénariste
- 1972 : The Rowdyman
- 1976 : A Gift to Last (TV)
- 1999 : Win, Again! (TV)

### Comme réalisateur
- 1980 : Once
- 1981 : A Far Cry from Home (TV)
- 1987 : John and the Missus
- 1988 : Two Men (TV)

## Distinctions
- Prix Gascon-Thomas en 2006.
- Prix Écrans canadiens 2014 : Meilleur acteur dans un second rôle pour The Grand Seduction.